# Festuc Teatre
Festuc Teatre és una companyia de teatre de titelles familiar fundada a Lleida l'any 2003, formada per Ingrid Teixidó i Pere Pàmpols. El 2008 reberen el premi Coup de Coeur amb El malalt imaginari i el Premi del públic a la millor comèdia al festival Les Estivales de Perpinyà.
Entre les activitats desenvolupades per la companyia destaquen la seva col·laboració artística amb el Festival Marrameu de Torrelameu, essent Pere Pàmpols el director artístic del certamen. Entre les seves obres, destaquen Adéu Peter Pan (2018), La Rateta que escombrava l'escaleta, La ratita presumida, Mr. Parfum, La mongetera Màgica, El carretó de contes, La Sireneta, La Sirenita, Moon space llunàtics, El soldadet de plom i La llàntia meravellosa (2021).